# 大鳞鳍鰕虎鱼
大鳞鳍鰕虎鱼（学名：Gobiopterus macrolepis）为鰕虎鱼科鳍鰕虎鱼属的鱼类。 為一種具群游性，身體透明的小型鰕虎科魚類。
本種體延長，側扁。頭中大，稍側扁。吻鈍，吻長約等於眼徑。眼中大，上側位，位於頭的前半部。眼間寬而圓突，其間距為眼徑的1.3－1.5倍。鼻孔2個，互相靠近，前鼻孔無短管。口中大，端位，口裂斜，下頜突出於上頜之前，上頜骨後端伸達眼前緣的下方。上下頜齒雌雄異型，雌魚上下頜齒細小而多，排列成2行，無犬齒。雄魚上下頜具齒1行，上頜具犬齒11對，縫合處的1對最大，下頜前半部具齒5對，縫合部的1對最長，齒端彎向口腔內方，後半部齒小而尖。9對。舌游離，前端分叉。鰓孔大，側位。鰓膜與峽部分離。鰓耙短小。體被櫛鱗，頭部及體的前半部裸露無鱗。背鰭2個，分離。第一背鰭短小，位於胸鰭後部的上方，第一、第二鰭棘最長，平放時其末端不達第二背鰭起點，第二背鰭較高，與臀鰭同形，基底與臀鰭相對。臀鰭中大，起點與第二背鰭起點相對或稍前。胸鰭寬大，圓形。腹鰭短小，後端尖形，末端伸達胸鰭後端的下方。尾鰭圓形。
本種為中國特有種及瀕危物種，並記載於《中國物種紅色名錄》(2004)中，只分佈於珠江三角洲一帶(包括香港)，多棲生於淡水或半鹹淡水的河涌及池塘。该物种的模式产地在广东南海。